# Downton Abbey: The Grand Finale
Downton Abbey: The Grand Finale är en kommande brittisk-amerikansk dramafilm, med premiär planerad till 2025. Den är regisserad av Simon Curtis, med manus skrivet av Julian Fellowes. Filmen är en uppföljare till Downton Abbey: En ny era från 2022, och kommer bli den tredje och sista filmen i serien.
Filmen är planerad att ha biopremiär i Sverige den 12 september 2025, utgiven av Universal Pictures.

## Rollista (i urval)
Källor: 
- Michelle Dockery – Lady Mary Talbot
- Joely Richardson
- Paul Giamatti – Harold Levinson
- Dominic West – Guy Dexter
- Hugh Bonneville – Robert Crawley
- Laura Carmichael – Edith Pelham
- Phyllis Logan – Elsie Carson
- Robert James-Collier – Thomas Barrow
- Jim Carter – Charles Carson
- Elizabeth McGovern – Cora Crawley
- Joanne Froggatt – Anna Bates
- Brendan Coyle – John Bates
- Allen Leech – Tom Branson
- Michael Fox – Andy Parker
- Penelope Wilton – Isobel Grey

## Produktion
I mars 2024 bekräftade Imelda Staunton, som tidigare haft rollen som Maud, att en tredje och sista film i Downton Abbey-serien var på gång, med samma skådespelare i huvudrollerna som tidigare filmer.
Filmen började spelas in den 13 maj 2024.